# Zodariellum schmidti
Zodariellum schmidti là một loài nhện trong họ Zodariidae.
Loài này thuộc chi Zodariellum. Zodariellum schmidti được Yuri M. Marusik & Koponen miêu tả năm 2001.